# Ildevert Mathurin Mouanga
Ildevert Mathurin Mouanga est un prélat de l'Église catholique romaine de la République du Congo. Il est évêque du diocèse de Kinkala, dans le département du Pool depuis le 5 mars 2020.

## Biographie
Ildevert Mathurin Mouanga nait à Hamon, l'actuelle localité de Madzia dans le district de Kinkala, le 27 mai 1966. Il y effectue ses études primaires et secondaires,.
Il entreprend des études de théologie et de philosophie au Grand séminaire de Brazzaville.
Le 16 août 1998, il est ordonné prêtre du diocèse de Kinkala.
De 1998 à 2000, il travaille pour la pastorale paroissiale dans le même diocèse.
Titulaire d’une licence en Écriture sainte préparée à l’Institut biblique pontifical de Rome de 2000 à 2004, l'abbé Ildevert complète sa formation par un doctorat en théologie biblique à l’Université pontificale urbanienne de 2004 à 2009.
De 2009 à 2013, il occupe successivement les fonctions de professeur d’Écriture sainte, puis de directeur des études au Grand séminaire national Cardinal Émile Biayenda de Kinsoundi à Brazzaville. Il devient le recteur de cet établissement en 2014.
En 2017, Mgr Louis Portella Mbuyu, évêque de Kinkala depuis 2001, atteint par la limite d'âge, présente au pape François, sa renonciation au gouvernement pastoral. Ce n'est que trois ans plus tard que le pape accepte cette demande, en nommant le révérend Ildevert Mathurin Mouanga, nouvel évêque de Kinkala le 5 mars 2020,.

## Ouvrage
- Une promotion de la lectio divina, dans le sillage d’Africae Munus de Benoît XVI[8]